# Agrochola haematidea
Agrochola haematidea är en fjärilsart som beskrevs av Philogène Auguste Joseph Duponchel 1827. Agrochola haematidea ingår i släktet Agrochola och familjen nattflyn. Inga underarter finns listade i Catalogue of Life.